# Голодна дружина та гарячий коханець
«Голодна дружина та гарячий коханець» («La moglie in bianco… l'amante al pepe») — італійська еротична комедія 1981 року, знятий режисером Мікеле Массімо Тарантіні, з Ліно Банфі і Памелою Праті у головних ролях.

## Сюжет
Щоб отримати спадок свого батька і заплатити всі його борги, Дон Пеппіно повинен одружитися зі своїм сином Джанлукою і народити спадкоємця протягом року. Але є одна проблема, всі підозрюють хлопця в нетрадиційній сексуальній орієнтації.

## У ролях
- Ліно Банфі: Пеппіно/Калоджеро Патане
- Памела Праті: Соня
- Хав'єр Віньяс: Джанлука Патане
- Маріса Порсель: Марія
- Ріа Де Сімоне: Лінда
- Раф Бальдасарре: Козімо Манкузо
- Діно Кассіо: друг Козімо
- Тіто Гарсія: Джузеппе
- Ньєвес Наварро: Лія
- Ф'ямма Мальйоне: Кармеліна, покоївка
- Томас Руді: містер Катафалько
- Рафаель Ернандес: Дон Фефе
- Бруно Мінніті: П'єро, кадет
- Франческо Брок'є: нотаріус Альфонсо Бріндізі

## Знімальна група
- Режисер: Мікеле Массімо Тарантіні
- Сценарій Джорджо Маріуццо, Бруно Ді Джеронімо, Хосе Вісенте Пуенте, Мікеле Массімо Тарантіні
- Продюсер: Лучано Мартіно
- Оператор: Рауль Перес Куберо
- Композитор: Детто Маріано
- Художник: Еліо Мікелі
- Монтаж: Альберто Моріані